# Obrium fuscoapicalis
Obrium fuscoapicalis là một loài bọ cánh cứng trong họ Cerambycidae.